# Jacques de Rozet
Jacques de Rozet ou Rouzet,  baron de la Nogarède dit Jambe-de-bois, né après 1564 à Mazamet et mort dans cette même ville après 1646, était un capitaine huguenot, connu pour de multiples faits d'armes lors des guerres de Religion, en particulier la guerre des Trois Henri puis lors de la rébellions huguenotes. Il est connu pour s'être battu jusqu'à un âge avancé, choisi par la duchesse de Rohan, Marguerite de Béthune pour repousser les attaques du maréchal de Thémines sur la ville de Castres.

## Biographie

### Famille et enfance
Jacques de Rouzet est né après 1564 probablement au château aujourd'hui disparu que ses parents occupaient à Mazamet, le château tire son nom des noix, car il y avait un verger avec des noyers communs. Son père est François de Rouzet, seigneur du Causse, et sa mère Catherine des Guilhots. De son enfance, on ne connaît pas grand chose mis à part qu'il reçoit une éducation protestante et militaire où il apprend l'équitation et le maniement des armes. On lui connait un frère surnommé La Prade. Il est issu d'une famille de petite et moyenne noblesse du Tarn, parmi ses ancêtres, on retrouve la famille d'Hautpoul, ou la famille de Montbrun.

### Carrière militaire
On trouve sa trace à partir de 1586 où il est l'un des sept capitaines de Castres et commandait trois compagnies sous les ordres de Gabriel II de Montgomery, fils de Gabriel Ier de Montgommery. Le 8 octobre 1587, près du village de Cieutat, un affrontement très violent voit la victoire de la Ligue catholique. Les troupes protestantes après une marche effrénée à poursuivre les catholiques avaient choisi de combattre à pied en laissant leurs chevaux se reposer. Marc-Antoine de Rabastens, vicomte de Paulin qui commandait les Huguenots est tué, transpercé par une lance, lui et son cheval. Jacques de Rouzet est quant à lui fait prisonnier. Il est ensuite libéré mais les conditions de cette libération ne sont pas connues (paiement d'une rançon ou échange de prisonniers). En 1588, il soutient Du Villa lors de son expédition infructueuse sur Carcassonne. En 1589, il surprend le village d'Aragon près de Carcassonne avec son frère La Prade, mais le partage du butin va séparer les deux frères et pour se venger, La Prade se range côté catholique. Quand les catholiques attaquent la ville de Villemur-sur-Tarn, Jacques de Rouzet part immédiatement au secours de la cité, lors de cette bataille, il reçoit une balle d'arquebuse dans le genou. Il est immédiatement amputé mais très vite reprend le combat avec une prothèse en bois sur laquelle il enfile sa botte, ce qui lui vaut son surnom de Jambe-de-bois. En 1620, il reprend les armes après l'appel d'Henri II de Rohan. Il suit Henri de Bourbon à Lombers et insiste en vain pour livrer bataille. Il est blessé au combat de Fauch. En 1625, face à l'attaque des troupes royales sur Castres, Marguerite de Béthune choisit Jacques de Rouzet pour défendre la ville ce qu'il fait efficacement contre Pons de Lauzières-Thémines. Après la guerre, il se retire chez lui, une partie de ses châteaux ont été détruits ou fortement endommagés, malgré cela, il vit bien et est devenu solitaire dans une maison attenante à son château principal qui avait été incendié par les troupes royales, il y vit entouré de ses souvenirs jusqu'à sa mort, seul sans même un serviteur comme nous le montrent des actes notariés datés de 1646.

### Vie civile
En 1610, Jacques de Rouzet donne son autorisation pour la construction de foulon (moulin) sur le canal de la Nogarède, créant ainsi l'industrie textile de la ville de Mazamet,.

### Mariages et descendants
Le 5 juin 1583, il épouse Madeleine Élisabeth de Villettes fille de François de Villettes, seigneur de Montlédier et capitaine de cavalerie huguenot et d'Anne de Génibrouse, la dot est de 1 000 écus. De sa première épouse, il eut plusieurs enfants dont :
- Madeleine de Rouzet, épouse vers 1610 Jacques de Baynes, dont Marguerite († 1704), épouse de Bernard-Charles d'Huc, seigneur de Besselbes.
- Élisabeth de Rouzet, née vers 1585, épouse en 1607 Paul de Corneilhan ou Corneillan, sieur de la Brunye.
- Anne de Rouzet, née vers 1595 épouse en 1614 César de Maurel sieur de Combericard.
- Samson de Rouzet sieur de Nougarède, marié en 1621 avec Anne de Saïx, fille de Guillaume de Saïx seigneur de Paulignan, de Ventrou et de La Bastide, gentilhomme de la Chambre du roi Louis XIII.
- Rose de Rouzet, épouse en 1623 Jean de Galand, seigneur d'Ornac.

Le 24 août 1603, il épouse en secondes noces Louise de Martrin d'une famille catholique, fille de Charles de Martrin seigneur de Ferayrolles et d'Anne de Soubeyran. Ensemble, ils eurent :
- Olympe de Rouzet, mariée le 30 octobre 1626 à Mazamet avec David de Gautrand sieur de Lassouts, petit-fils par sa mère de Florent de Bayne, seigneur d'Escroux et de Berlats, chef de guerre huguenot assassiné par erreur à Castres le 10 septembre 1585.